# Samuel Pallache
Samuel Pallache (Fez, ca. 1550 - Den Haag, 4 februari 1616) was een Joods-Marokkaanse koopman, diplomaat, dubbelspion en kaper die in 1608 door de Marokkaanse sultan Zidan Abu Maali als gezant naar Den Haag werd gestuurd.

## Levensloop
Pallaches familie was oorspronkelijk afkomstig uit Spanje, waar zijn vader als rabbijn diende in Córdoba. In de 16e eeuw, na de Spaanse herovering van islamitisch Spanje (de reconquista), week de familie uit naar Marokko, waar joden, net als christenen, door moslims werden gezien als "mensen van het boek". De mensen van het boek mochten in de islamitische wereld blijven wonen, op voorwaarde dat zij een speciale belasting betaalden (jizya), zich onderwierpen aan bepaalde beperkingen en de islam accepteerden als staatsreligie. Door deze maatregel kon er in Marokko een bloeiende Joodse gemeenschap ontstaan, die door de contacten met Joden in andere landen van groot belang was in de internationale relaties en een brugfunctie met de christelijke en joodse wereld diende.

### Gezantschap in de Nederlanden
Nadat een Nederlandse delegatie Marokko had bezocht om een gezamelde alliantie tegen Spanje en de Barbarijse zeerovers te bespreken, wees de sultan in 1608 de koopman Samuel Pallache aan om als zijn gezant naar Den Haag te gaan. Officieel was hij geen ambassadeur, maar "agent" van de sultan.
Op 23 juni ontmoette hij in Den Haag stadhouder Maurits van Oranje en de Staten-Generaal, om tussen Nederland en Marokko te onderhandelen over wederzijdse hulp in de oorlog tegen Spanje. Op 24 december 1610 tekenden de twee landen een verdrag dat de vrijheid van handel- en scheepsverkeer regelde en de sultan mogelijk maakte om schepen, kanonnen en munitie van Nederland te kopen.
Het verhaal gaat dat de koets van Pallache op een zekere dag de koets van de Spaanse ambassadeur ontmoette op het Voorhout in Den Haag. De koetsen konden elkaar niet passeren en onder luid applaus van de voorbijgangers moest de koets van de Spaanse ambassadeur wijken voor de koets van Pallache.

### Dubbelagentschap
Onderzoek heeft uitgewezen dat Pallache ook diplomatiek dubbelspel speelde. Hij zou nauwe banden met de Spaanse troon hebben onderhouden, waarbij hij geheime informatie over de Nederlands-Marokkaanse betrekkingen doorspeelde. Tegelijkertijd speelde hij informatie over Spanje door aan Nederland en Marokko. Toen het dubbelspel kwam aan het licht kwam, raakte Pallache bij de sultan uit de gratie.

### Kaperactiviteiten
Naast zijn diplomatieke activiteiten dreef Pallache ook een eigen handeltje, met wisselend succes. Ook kreeg hij van prins Maurits toestemming om als kapitein leiding te geven aan kaperactiviteiten. De buitgenomen handelswaar werd langs de Marokkaanse kunst verkocht.
In 1614 kaapte hij een Portugees schip. Het lukte hem niet de buit in Marokko aan land te brengen, en op de terugweg naar Nederland dreef een storm hem een Engelse haven binnen. Daar werd hij gearresteerd en gevangengezet op verzoek van de Spaanse ambassadeur. Uiteindelijk kwam prins Maurits hem te hulp en kon hij naar Nederland terugkeren. Hij had al zijn geld verloren en werd kort daarna ziek. 

### Dood en opvolging
Op 4 februari 1616 stierf Pallache in Den Haag, waarna hij met een grootse ceremonie werd begraven op de joodse begraafplaats Beth Haim in Ouderkerk aan de Amstel. Zijn broeder Joseph Pallache werd zijn opvolger als Marokkaans gezant.

## Nakomelingen
Pallache had vier zonen:
- Isaac Pallache
- Jacob Carlos Pallache
- Moses Pallache
- David Pallache

In de loop van de 17de eeuw werd de spelling van de naam veranderd in Palache.
Latere bekende nakomelingen van Pallache zijn:
- Izaäk Juda Palache (1858-1926), opperrabijn van de Amsterdamse sephardische synagoge, naamgever van de Palacheschool in Amsterdam
- Juda Lion Palache (1886-1944), hoogleraar Joodse studies, omgebracht in het concentratiekamp Auschwitz
- Ronit Palache (1984-heden), schrijfster